# Carrer d'en Serra
El carrer d'en Serra pertany al districte de Ciutat Vella de Barcelona. Del carrer dels Còdols, també anomenat antigament del Codoler, o Rocder, se'n té notícia de la seva existència a començaments del segle XIII per la qual cosa es pot estimar l'antiguitat al voltant de finals del segle segle XI i començaments del XII. A aquest entorn se'l coneixia com a Vilanova dels Còdols per ser un raval del casc antic emmurallat. El nom li ve d'una família notòria de comerciants.